# Варпаховський Микола Аркадійович
Микола Аркадійович Варпаховський (11 листопада 1862 — 12 лютого 1909) — російський зоолог, іхтіолог.

## Біографія
В 1885 році закінчив фізико-математичний факультет Імператорського Казанського університету. Займався дослідженням іхтіофауни Казанської губернії і Волзького басейну, пізніше працював у Санкт-Петербурзькому університеті. У 1887 році отримав ступінь магістра.
У 1895 році Міністерством землеробства відряджений для дослідження рибальства в басейні річки Об. У 1896 році обраний кореспондентом Зоологічного музею Академії Наук.
Згодом Варпаховський за дорученням Міністерства землеробства управляв рибним і звіриним промислом в Астраханській губернії, а з 1899 року — управляв рибним і морським промислом Архангельської губернії .